# Bitwa pod Kotkami

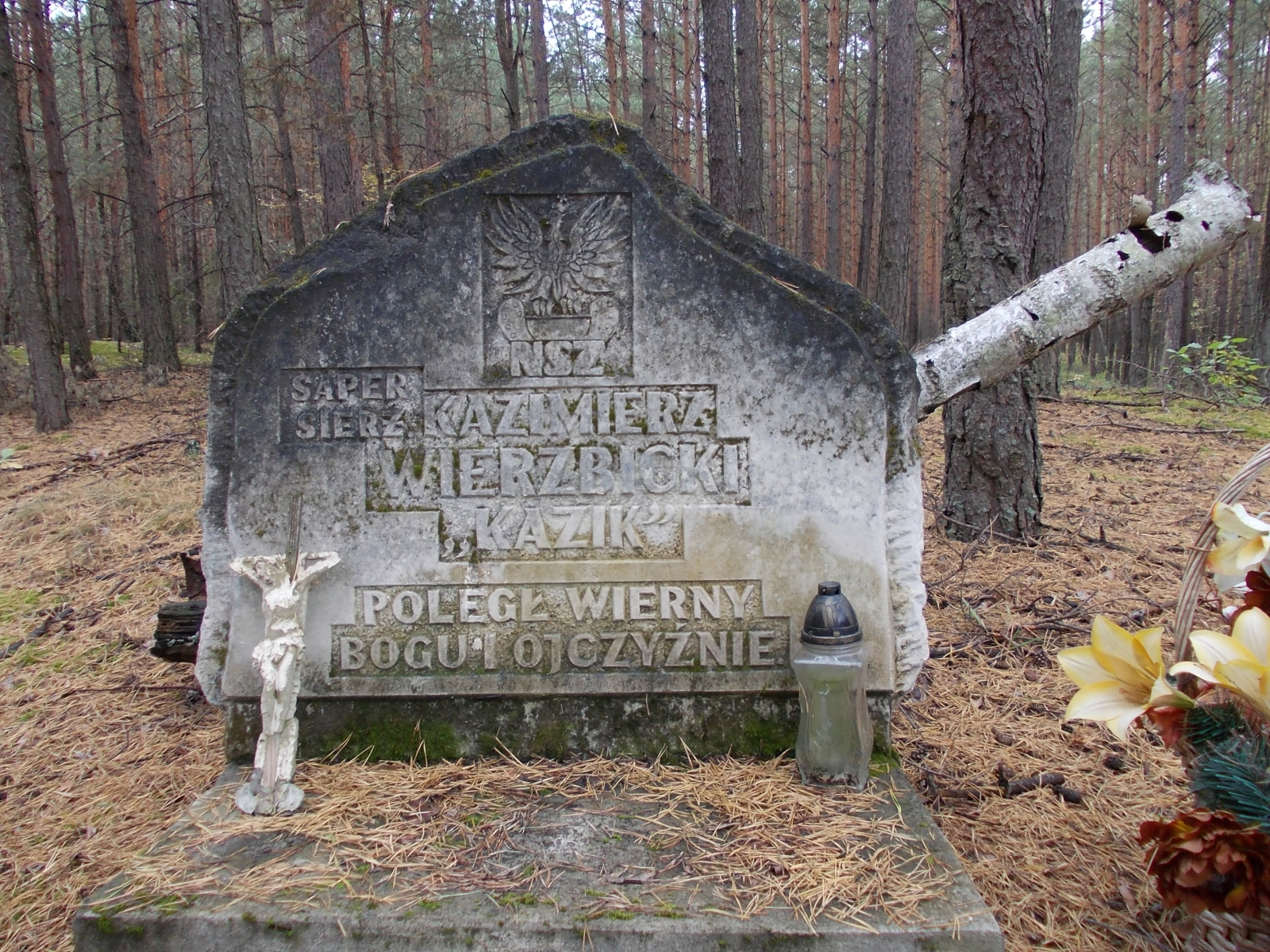
Pomnik Kazimierza Wierzbickiego, żołnierza NSZ poległego pod Chruścicami

Bitwa pod Kotkami – bitwa stoczona na przełomie maja i czerwca 1945 r. w lesie pod Kotkami między oddziałem Narodowych Sił Zbrojnych zmierzającym w rejon koncentracji w celu rozbicia więzienia UB w Pińczowie, a grupami operacyjnymi Powiatowego Urzędu Bezpieczeństwa Publicznego z Buska Zdroju i Wojewódzkiego Urzędu Bezpieczeństwa Publicznego z Kielc wspieranymi przez oddział Armii Czerwonej.

## Przebieg starcia
Bitwa rozpoczęła się od ataku grupy operacyjnej PUBP z Buska Zdroju dowodzonej przez por. Stanisława Jabłońskiego na kwaterujący we wsi Palonki oddział NSZ dowodzony przez por. Stanisława Sikorskiego. Atak zakończył się niepowodzeniem, w czasie którego zginął funkcjonariusz PUBP. Z powodu zbyt małych sił por. Jabłoński zarządził odwrót i wezwał posiłki z WUBP w Kielcach. Grupa operacyjna WUBP z Kielc wsparta oddziałem Armii Czerwonej w sile 30 ludzi została dowieziona ciężarówkami do wsi Młyny. Stąd grupa operacyjna i żołnierze Armii Czerwonej udali się na pole bitwy pieszo.
Doszło do następnego ataku, a polem walki stał się las kotecki. Atak również zakończył się niepowodzeniem. Polegli kolejni funkcjonariusze. Straty były też w oddziale NSZ, było kilku zabitych i rannych. Wzięty do niewoli ranny dowódca oddziału NSZ został zabity strzałem w tył głowy. Wśród rannych był Jerzy Stępień, który został przetransportowany na leczenie do Kielc.
Dalsze kwaterowanie w lesie koteckim groziło rozbiciem oddziału NSZ, w związku z czym została podjęta decyzja o wycofaniu się pod osłoną nocy. Plan powiódł się, oddział nie niepokojony wycofał się w kierunku Pińczowa. Tam jednak znów został wykryty. Doszło do walki w lasach na północ od Pińczowa w rejonie wsi Włochy i Chruścice, w wyniku której oddział NSZ skutecznie się wycofał po zadaniu dodatkowych strat  nieprzyjacielowi. Propaganda komunistyczna przedstawiła to jako likwidację oddziału.

## Pamięć
W okresie PRL przedstawiano wyłącznie oficjalną wersję władz na temat wydarzeń pod Kotkami. Na miejscu bitwy zbudowano pomnik, na którym umieszczono napis o następującej treści: 

W MAJU 1945 NA TERENIE PALONEK-BUD i KOTEK W WALCE o UTRWALENIE WŁADZY LUDOWEJ POLEGLI FUNKCJONARIUSZE MO i SB -SZER BANACH TADEUSZ LAT 20
-SZER FIGURA ROMAN-SZER KACZMARSKI BOLESŁAW -SZER STRZELEC JAN-SZER WACHNICKI TADEUSZ-SZER WÓJCIK MICHAŁ-SZER WÓJCIK WŁADYSŁAW-SZER PALUCH EUGENIUSZ-KPR ZAŁĘCKI FRANCISZEK-ORAZ TOW KAWECKI FRANCISZEK – SEKR POP PPR W KOTKACH-CZEŚĆ ICH PAMIĘCI.- W XXV ROCZNICE POWSTANIA PRL

Po przemianach politycznych 1989 r. pomnik rozebrano, a na jego miejscu postawiono brzozowy krzyż, a następnie obelisk upamiętniający poległych żołnierzy NSZ. Odbywają się pod nim lokalne uroczystości patriotyczne. W 2023 roku pomnik stał się obiektem wandalizmu lub świadomego ataku.